# Schüttelknochen
Der Schüttelknochen ist ein Handmessgerät zur Bestimmung des Kohlenstoffdioxidgehaltes bei der Rauchgasanalyse.

## Anwendung
Der Schüttelknochen ist mit Kalilauge für die Messung des CO2-Gehaltes bzw. mit Pyrogallol für die O2-Messung gefüllt. Es gehörte früher zur Ausstattung eines Schornsteinfegers. 
Die Anwendung zur einfachen Bestimmung des Methangehalts von Biogas ist nach Ansicht von Fachleuten als unzuverlässige Methode zu betrachten, da die Gleichung "100 minus Kohlendioxid ist gleich Methan" bei der häufig angewandten Entschwefelung mittels Luft-Zugabe wegen des verbleibenden Stickstoff-Anteils nicht stimmt.

## Etymologie
Die Bezeichnung „Schüttelknochen“ rührt daher, dass der längliche Zylinder mit seinen beiden dicken Endstücken aussieht wie ein Knochen. Um die Messung durchzuführen, muss die Flüssigkeit im Inneren des durchsichtigen Zylinders durch Schütteln in Bewegung gesetzt werden. 